# Gerard van Klaveren
Gerard van Klaveren (Terneuzen, 7 mei 1951) is een Nederlands politicus van de VVD. Van 1995 tot 2003 was hij lid van de Gedeputeerde Staten van de provincie Friesland. Van 2005 tot 2017 was hij burgemeester van de gemeente Weststellingwerf. Van 2018 tot 2020 was hij waarnemend burgemeester op Ameland.    

## Loopbaan
Hij was van 2005 tot 2017 burgemeester van de Nederlandse gemeente Weststellingwerf en van 2018 tot 2020 waarnemend burgemeester van Ameland. Sinds 2003 is Van Klaveren honorair consul van de republiek IJsland. Van 1995–2003 was hij gedeputeerde van de provincie Friesland. In die hoedanigheid initieerde hij in 1999 het Friese Merenproject, een investeringsprogramma van 330 miljoen euro bedoeld om de kwaliteit van het toeristisch product 'De Friese Meren' op te waarderen. Eerder was hij van 1982–1989 fractievoorzitter van de VVD-fractie in de gemeenteraad van Opsterland en van 1988 tot 1995 fractievoorzitter van de VVD-fractie in de Provinciale Staten van Friesland. Van origine is Van Klaveren makelaar in bedrijfshuisvesting bij DTZ Zadelhoff.

### Harry Muskee
In 1997 nam Van Klaveren het initiatief tot de plaatsing van een standbeeld in Grolloo van Harry (Cuby) Muskee, zanger van Cuby + Blizzards. Vervolgens richtte hij in 2000 de Stichting Erfgoed Muskee op, welke in 2011 te Grolloo het C+B Museum realiseerde. In 2009 werd door Van Klaveren de Stichting Liet International opgericht. Deze stichting stelt zich tot doel songfestivals te organiseren voor liederen gezongen in Europese minderheidstalen.

### Certificering makelaars
In 1999 werd Van Klaveren door de minister van Economische Zaken benoemd tot voorzitter van de Stuurgroep Certificering Makelaars. De opdracht aan de stuurgroep luidde: ontwikkel een door de branche breed gedragen certificeringsregeling. De minister achtte daartoe de noodzaak aanwezig, vanwege de door het kabinet voorgestelde afschaffing van de titelbescherming en beëdiging van makelaars per 1 januari 2001. De bedoelde certificeringsregeling kwam tot stand in 2000.

### Kievitsei
Vanwege de teruglopende weidevogelstand en die van de kievit in het bijzonder, besloot Van Klaveren in 2015 te breken met de in Friesland jarenlange traditie van het in ontvangst nemen van het eerste kievitsei. Hij was daarmee de eerste burgemeester die een dergelijk standpunt in nam. 

### Boeken/publicaties
Bij uitgeverij W.J. Thieme & Cie. te Zutphen verschenen:
● 1981  De Labrador Retriever
● 1982  De Golden Retriever
● 1985  De Flatcoated Retriever
● 1985  De Friese Stabij en Wetterhoun
● 1986  Het Kooikerhondje 
● 1989  Jachthonden
In opdracht van de Vereniging voor Stabij en Wetterhounen:
● 1987  De Fryske Hounen

Bij uitgeverij Noordboek te Gorredijk verscheen:
● 2021 Bestemming Reykjavik (Roman - Fictie)